# Klára Kuzmová
Klára Kuzmová, rozená Buranská (28. června 1955 Nové Zámky – 16. dubna 2022 Nitra) byla archeoložka a profesorka klasické archeologie na Filozofické fakultě Trnavské univerzity v Trnavě, historicky první profesorka klasické archeologie na Slovensku. Zaměřovala se na archeologii starověkých římských provincií, zejména na provinciální keramiku a terru sigillatu.
V letech 1973–1978 vystudovala archeologii na Univerzitě Komenského v Bratislavě. Po dokončení vysokoškolského studia působila v Archeologickém ústavu Slovenské akademie věd, kde spolu s Titem Kolníkem a Jánem Rajtárem spolupracovala na výzkumu římského vojenského tábora Celemantia v lokalitě Iža-Leányvár. V roce 2004 získala docenturu v oboru archeologie na Filozofické fakultě Univerzity Konstantina Filozofa v Nitře a v roce 2011 získala profesuru v oboru klasické archeologie na Filozofické fakultě Trnavské univerzity v Trnavě.

## Výběr publikací
- KUZMOVÁ, K. – ROTH, P.: Terra sigilata v barbariku. Nálezy z germánskych sídlisk a pohrebísk na území Slovenska. Materialia Archaeologica Slovaca. Nitra 1988.
- KUZMOVÁ, K.: Terra sigillata v zbierkach múzea. Podunajské múzeum Komárno. Rímske zbierky III. Komárno 1992.
- KUZMOVÁ, K.: Terra Sigillata im Vorfeld des nordpannonischen Limes. Nitra 1997.
- KUZMOVÁ, K. et al.: Römische Spolien aus der Mühle von Nové Zámky und ihre kaiserzeitliche und spätere Zusammenhänge. Slovenská archeológia 45, 1997, 35–82.
- KUZMOVÁ, K. – BAZOVSKÝ, I.: Terra sigillata z vicusu antickej Gerulaty. In: Zborník Slovenského národného múzea. - Bratislava : Slovenské národné múzeum - Archeologické múzeum, 2011, 115–140.
- KUZMOVÁ, K.: The occurrence and context of terra sigillata beyond the northern frontiers of Pannonia and Noricum. In: Seeing Red. - London : University of London, Institute of Classical Studies, 2013, 299–305.